# Тыловыл-Пельгинское (сельское поселение)
Тыловыл-Пельгинское — упразднённое муниципальное образование со статусом сельского поселения в составе Вавожского района Удмуртии.
Административный центр — село Тыловыл-Пельга.
Законом Удмуртской Республики от 26 апреля 2021 года № 30-РЗ к 9 мая 2021 года упразднено в связи с преобразованием муниципального района в муниципальный округ.

## Население
| 2010 | 2012 | 2013 | 2014 | 2015 | 2016 |
| ---- | ---- | ---- | ---- | ---- | ---- |
| 550  | ↘534 | ↘501 | ↘484 | ↗486 | ↗489 |
| 2017 | 2018 | 2019 | 2020 | 2021 |      |
| ↘479 | ↘460 | ↘451 | ↘436 | ↘368 |      |

## Состав поселения
Населенные пункты:
| Статус  | Наименование       | Население |
| ------- | ------------------ | --------- |
| село    | Тыловыл-Пельга     | 271       |
| деревня | Берлуд             | 5         |
| деревня | Иваново-Вознесенск | 139       |
| деревня | Кочежгурт          | 1         |
| деревня | Старое Жуё         | 54        |
| деревня | Дубровка           | 142       |
| деревня | Новотроицкий       | 42        |
| деревня | Русская Изопельга  | 5         |